# Peter van der Velde (shorttracker)
Peter van der Velde (1967) is een Nederlands voormalig shorttracker. Hij werd in 1988 de eerste Nederlandse wereldkampioen in het shorttrack.

## Carrière
Van der Velde begon met shorttracken in Leiden, nadat hij daartoe door langebaantrainer Wim den Elsen was overgehaald. In 1988 werd hij Nederlands kampioen voor Charles Veldhoven en Jaco Mos. In hetzelfde jaar behaalde hij in Saint Louis (Verenigde Staten) de wereldtitel.
Tijdens de Olympische Winterspelen van 1988 in Calgary haalde hij op de 1000 en 1500 meter de halve finale, op de 500 meter werd Van der Velde uitgeschakeld in de voorrondes. Op de 3000 meter eindigde hij op de vierde plaats. Met het Nederlandse aflossingsteam (Veldhoven, Mos, Suijten, Van der Velde) behaalde hij goud op de aflossing. Dit was echter geen officiële medaille omdat shorttrack in Calgary slechts demonstratiesport was.
In 1989 stopte Van der Velde op 22-jarige leeftijd als shorttracker om zijn jeugddroom waar te maken: een baan als vrachtwagenchauffeur.
1976: Alan Rattray · 
1977: Gaétan Boucher · 
1978: James Lynch · 
1979: Hiroshi Toda · 
1980: Gaétan Boucher · 
1981: Benoît Baril · 
1982: Guy Daignault · 
1983: Louis Grenier · 
1984: Guy Daignault · 
1985: Toshinobu Kawai · 
1986: Tatsuyoshi Ishihara · 
1987: Toshinobu Kawai/Michel Daignault · 
1988: Peter van der Velde · 
1989: Michel Daignault · 
1990: Lee Joon-ho · 
1991: Wilf O'Reilly · 
1992: Kim Ki-hoon · 
1993: Marc Gagnon · 
1994: Marc Gagnon · 
1995: Chae Ji-hoon · 
1996: Marc Gagnon · 
1997: Kim Dong-sung · 
1998: Marc Gagnon · 
1999: Li JiaJun · 
2000: Min Ryoung · 
2001: Li JiaJun · 
2002: Kim Dong-sung · 
2003: Ahn Hyun-soo · 
2004: Ahn Hyun-soo · 
2005: Ahn Hyun-soo · 
2006: Ahn Hyun-soo · 
2007: Ahn Hyun-soo · 
2008: Apolo Anton Ohno · 
2009: Lee Ho-suk · 
2010: Lee Ho-suk · 
2011: Noh Jin-kyu · 
2012: Kwak Yoon-gy · 
2013: Sin Da-woon · 
2014: Viktor An · 
2015: Sjinkie Knegt · 
2016: Han Tianyu · 
2017: Seo Yi-ra · 
2018: Charles Hamelin · 
2019: Lim Hyo-jun · 
2021: Shaoang Liu ·
2022: Shaoang Liu